# Левицкое (озеро)
Левицкое — озеро на территории Куземского сельского поселения Кемского района Республики Карелия.

## Общие сведения
Площадь озера — 6,6 км², площадь водосборного бассейна — 67,5 км². Располагается на высоте 105,3 метров над уровнем моря.
Форма озера лопастная, продолговатая, вытянуто с запада на восток. Берега озера сильно изрезанные, каменисто-песчаные, возвышенные.
С запада в озеро впадает канал Поньгомский, берущий воды из озера Пяозеро; с юга вытекает протока без названия, втекающая в озеро Поньгома.
С северо-востока в Левицкое впадает ручей Кирвесоя, вытекающий из озера Топорного.
В западной части озера расположен небольшой остров без названия.
Населённые пункты возле озера отсутствуют. Ближайший — посёлок Шомба — расположен в 34 км к югу от озера.
Код объекта в государственном водном реестре — 02020000711102000003764.